# Köttingen (Eitorf)
Köttingen ist ein Ortsteil der Gemeinde Eitorf im Rhein-Sieg-Kreis.

## Lage
Köttingen liegt nördlich der Sieg an den Hängen des Nutscheid im Ottersbachtal. Nachbarorte sind Niederottersbach, Gerressen, Kehlenbach und Halft.

## Einwohner
1885 hatte Köttingen zehn Wohngebäude und 51 Einwohner.
1925 waren hier 17 Haushalte verzeichnet.